# Alfredo Gontier
Alfredo Gontier (XIV secolo) è stato un filosofo francese.
Alunno di Giovanni Duns Scoto, insegnò (1322) a Barcellona e fu baccelliere (1325) a Parigi.
Contrastò apertamente Pietro Aureolo a favore di Scoto.